# Falstaff (etude-giao hưởng)
Falstaff là bản étude-giao hưởng cung Đô thứ , Op.93 của nhà soạn nhạc người Anh Edward Elgar. Tác phẩm này được Elgar viết cho dàn nhạc giao hưởng trong khoảng thời gian 1908-1910